# Зигмунт Мілошевський
Зигмунт Мілошевський (пол. Zygmunt Miłoszewski, 8 травня 1976, Варшава) — польський письменник і журналіст.

## Біографія
Від середини 90-х працював журналістом у «Super Express», де спеціалізувався на судових процесах. Через кілька років став постійним колумністом газети «Метрополь». У 2003 році почав працювати в тижневику «Newsweek Polska».
Дебютував у 2004 році оповіданням «Історія гаманця». У 2005 році написав трилер «Домофон», дія якого відбувається в сучасній Варшаві. Після виходу книжки критики назвали Мілошевського «польським Стівеном Кінгом». У 2006 році видав дитячу книжку «Зміїні гори». Його другий роман «Уплутаність» вийшов у 2007 році й був визнаний найкращим детективом. Обидва романи екранізовані. Книги перекладалися англійською, німецькою, голландською й українською мовою.

## Український переклад
- «Зміїні гори» (Львів: Видавництво Старого Лева, 2010), переклала Божена Антоняк
- «Терапія злочину» (Львів: Урбіно, 2012), переклала Божена Антоняк
- «Зерно правди» (Львів: Урбіно, 2013), переклала Божена Антоняк
- «Гнів» (Львів: Урбіно, 2015), переклала Божена Антоняк

## Рецензії та інтерв'ю
- Оксана Лущевська: «Казка про віру в себе» [Архівовано 30 березня 2014 у Wayback Machine.] («Літакцент», 12 березня 2012 р.)
- Зиґмунт Мілошевський: «Сильний тренд — польська кримінальна література» (розмовляла Любов Якимчук) [Архівовано 4 березня 2016 у Wayback Machine.]
- Зигмунт Мілошевський: «Ми, письменники, марнославні. Любимо премії, сцену, промови…» (Наталка Малетич) [Архівовано 29 листопада 2012 у Wayback Machine.]

## Нагороди
- Нагорода великого калібру[pl] за найкращий детектив — за «Терапію злочину» (2007)

1. ↑  Catalog of the German National Library
2. ↑  Bibliothèque nationale de France BNF: платформа відкритих даних — 2011.
3. ↑  Чеська національна авторитетна база даних